# 에치고히로타역
에치고히로타역(일본어: 越後広田駅)은 일본 니가타현 가시와자키시에 있는, 동일본 여객철도의 철도역이다. 신에쓰 본선이 지나간다.

## 역 구조
쌍단식 2면 2선 구조의 지상역이다. 양쪽 승강장은 과선교로 이어져 있다. 가시와자키 방면 승강장에는 일본국유철도 복선 구간 총연장 5,000 km 달성 기념비가 있다. 나가오카역이 관리하는 무인역으로, 역사는 맞이방 형태이다. 자동발권기, 화장실 등이 있다.

### 승강장
| (남쪽 승강장) | ■ 신에쓰 본선 | 가시와자키 · 나오에쓰 방면 |
| (북쪽 승강장) | ■ 신에쓰 본선 | 나가오카 · 니가타 방면     |

## 역사
- 1921년 12월 27일 - 일본국유철도 신에쓰 본선의 역으로 개업했다.
- 1987년 4월 1일 - 민영화에 따라 동일본 여객철도의 소속이 되었다.

## 인접역
| 동일본 여객철도 신에쓰 본선 | 동일본 여객철도 신에쓰 본선 | 동일본 여객철도 신에쓰 본선 |
| --------------------------- | --------------------------- | --------------------------- |
| 가시와자키 나오에쓰 방면    | ■ 보통                      | 나가토리 니가타 방면        |